# 崔月犁
崔月犁（1920年1月—1998年），原名张广胤，男，直隶（今河北）深县人。中华人民共和国卫生部部长、中顾委委员。

## 生平
崔月犁1920年1月出生于河北省深县。1937年参加抗日战争。1937年12月，加入共产党。1938年在河北深县抗战建国学院学习，担任抗战建国学院医院支部书记、指导员，1939年2月入晋察冀抗日根据地在中共晋察冀中央分局工作，任党校机关支部书记。1943年被派往北平，天津地区从事中共北平地下党要职。第二次国共内战期间，其代表中共参加北平谈判，促使傅作义、邓宝珊等人签署和谈，1949年1月担任中共北京市委第一书记彭真的政治秘书。
中华人民共和国成立后，其担任中共北平市委统战部副部长兼北京市政协秘书长等职位。1958年底任北京市委卫生体育部部长。1964年9月任北京市副市长兼卫生体育部部长。
文化大革命期间，受彭真案影响于1966年7月被停止工作。1967年被捕，关押至秦城监狱，1975年出狱。1975年任北京市政协副主席。
1978年6月任中华人民共和国卫生部副部长、党组副书记。1981年兼任国家计划生育委员会副主任，党组副书记。1982年5月到1987年4月任卫生部部长，党组书记，兼任中国红十字会会长，全国爱国卫生运动委员会副主任。1987年，中央顾问委员会委员。
1998年1月22日上午10点35分，在北京逝世，享年78岁。

## 社会兼职
曾任中国中医药学会，世界医学气功学会，中国中西医结合学会等社会团体担任会长，理事长等职务。